# Olesicampe annulata
Olesicampe annulata là một loài tò vò trong họ Ichneumonidae.